# Гущин, Игорь Сергеевич
Игорь Сергеевич Гущин (род. 14 июля 1938 года, Москва, СССР) — советский и российский учёный, специалист в области патологической физиологии, член-корреспондент РАМН (1999), член-корреспондент РАН (2014).

## Биография
В 1961 году окончил c отличием 2-й Московский государственный медицинский институт. Будучи студентом, начал исследовательскую работу на кафедре патофизиологии под руководством академика АМН СССР А.Д.Адо и в последующем стал одним из его ближайших сотрудников, учеников и последователей. Большое влияние на формирование И.С.Гущина как ученого оказало общение с профессором Л.М.Ишимовой и аспирантом, а впоследствии профессором кафедры Ю.С.Свердловым. По материалам исследований, выполненных в студенческом научном кружке, И.С.Гущиным были опубликованы статьи в центральной научной печати, представлен доклад на международной конференции по гистамину (Варшава, 1962 г).
С 1961 по 1979 годы работал в Научно-исследовательской аллергологической лаборатории АМН СССР. В 1963 году защитил кандидатскую диссертацию на тему «К участию центральной нервной системы в развитии анафилактоидного шока у белых крыс» (руководитель – А.Д.Адо); в 1970 году – докторскую диссертацию на тему «Экспериментальный анализ механизма анафилаксии гладкой и сердечной мускулатуры» (консультанты – А.Д.Адо и Л.М.Ишимова).
В 1974 г. работал на кафедре фармакологии Каролинского института (Стокгольм, Швеция) у профессора Börje Uvnäs, где выполнил две экспериментальные работы, по материалам которых опубликованы статьи в центральных зарубежных научных журналах.
С 1973 по 1978 годы преподавал курс общей патофизиологии в МГУ.
С 1979 по 1981 годы — заведующий лабораторией Центральной клинической больницы 4-го Главного управления Минздрава СССР.
С 1981 года — заведующий лабораторией, заведующий отделом Института иммунологии.
В 1999 году избран членом-корреспондентом РАМН.
В 2014 году стал членом-корреспондентом РАН (в рамках присоединения РАМН и РАСХН к РАН).

## Научная деятельность
Научная деятельность И.С.Гущина связана с аллергологией, иммунологией, общей патофизиологией. Он внес существенный вклад в развитие этих областей медицинских знаний: им установлена роль гипоталамуса в механизме ложных аллергических реакций; доказано прямое активирующее действие аллергена на сенсибилизированные гладкомышечные и миокардиальные клетки, получившее подтверждение спустя много лет, когда были обнаружены на гладких мышцах высокоаффинные рецепторы для IgE (FcεRI); выявлен пресинаптический механизм исчезновения постсинаптического торможения при столбняке (совместно с Ю.С.Свердловым), что позволило установить важнейшее звено патогенеза столбнячной интоксикации; разработана теория нецитотоксического вовлечения в аллергический ответ клеток-мишеней; изучена пассивная анафилаксия гладких мышц человека; получены оригинальные сведения о электрофизиологических, биохимических, структурных характеристиках анафилаксии тучных клеток; обнаружены не известные ранее гистаминвысвобождающие пептиды ядов перепончатокрылых и показано их участие в токсических и аллергических реакциях; обнаружены аллерген-специфические клетки-киллеры; в соавторстве с сотрудниками разработан новый терапевтический способ, состоящий в экстракорпоральной индукции фармакологическими препаратами регуляторных клеток с последующим возвращением их в организм хозяина - экстракорпоральная иммунофармакотерапия, использованная для лечения больных с острыми токсикоаллергическими реакциями, атопическим дерматитом, бронхиальной астмой; обосновано создание полифункциональных противоаллергических средств, оказывающих антимедиаторное действие и одновременно тормозящих активность клеток-мишеней аллергии; продемонстрирована возможность инактивации функции IgE моновалентными Fab-фрагментами анти-IgE антител; разработана система индивидуального выбора оптимальных по фармакологическому действию обратных агонистов Н1-рецепторов; показана вненейрональная функция ацетилхолина при аллергии; одним из первых обосновано решающее значение патологии барьерных тканей как важнейшей формы предрасположения к аллергии (1976-1979 гг); обосновано представление об аллергическом ответе как новом эволюционном приобретении в виде аллерген-специфического воспаления, неизбежно возникающего в ответ на поступление в организм аллергенов; предложена гипотеза о возникновении нежелательных последствий радикального устранения аллергической реактивности для высокоорганизованных видов животных; выдвинута концепция использования противоаллергических воздействий, не затрагивающих гомеостатических функций молекулярных и клеточных участников аллергического ответа и пр.
Автор более 400 научных работ, 6 монографий, 14 патентов и авторских свидетельств на изобретения. Подготовил 4 докторов и 28 кандидатов наук.
Вице-президент Российской ассоциации аллергологов и клинических иммунологов, член Российского научного общества патофизиологов, Европейской академии аллергологии и клинической иммунологии, в течение многих лет был национальным секретарем Европейского общества по исследованию гистамина, член диссертационного совета, эксперт научно-технической сферы ФГБНУ НИИ РИНКЦЭ, заместитель главного редактора журнала «Патологическая физиология и экспериментальная терапия», член редколлегий журналов «Иммунология», «Российский аллергологический журнал», «Пульмонология», «Химико-фармацевтический журнал» и др.
Награжден медалью «Ветеран труда», медалью «В память 850-летия Москвы», золотой медалью имени А.Д.Сперанского «За выдающийся вклад в общую патологию, патофизиологию и клиническую аллергологию», знаком отличия в труде «Ветеран атомной энергетики и промышленности», нагрудным знаком «А.И.Бурназян», памятной медалью «110 лет со дня рождения А.И.Бурназяна», памятной серебряной медалью Университета Палермо.